# 작은 아씨들 (1933년 영화)
《작은 아씨들》(영어: Little Women)은 1933년 개봉한 미국의 드라마 영화이다. 조지 큐커가 감독을 맡았으며, 루이자 메이 올컷의 동명 소설이 영화의 원작이다.

## 출연

### 주연
- 캐서린 헵번
- 조안 베넷

### 조연
- 폴 루카스
- 에드나 메이 올리버
- 진 파커
- 프란세스 디
- 헨리 스테펀슨
- 더글러스 몽고메리

## 기타
- 원작자: 루이자 메이 알코트
- 협력프로듀서: 케네스 맥고완
- 의상: 월터 플렁킷

## 같이 보기
- 작은 아씨들 (1949년 영화)
- 작은 아씨들 (1994년 영화)
- 작은 아씨들 (2019년 영화)